# 몽환시

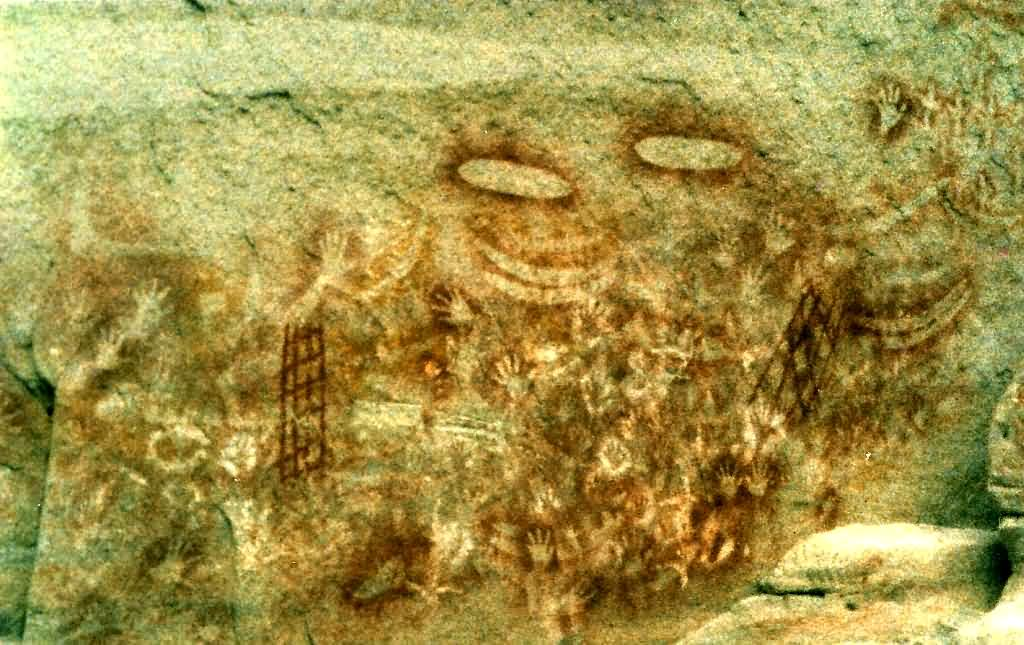
죽은 이의 영혼을 붙잡기 위한 시도를 상징하는 몽환시를 나타낸 공판화 벽화.

몽환시(夢幻時) 또는 드림 타임(Dream time), 현지 언어로 츄쿠파(Tjukurpa)는 오스트레일리아 토착 신화의 물활론적 개념으로, 오스트레일리아 신화의 정령들이 창조된 고대의 신성한 시대를 말한다.
각 부족마다 그 전승 내용에 조금씩 차이가 있으나, 바이암(Baiame)이라는 신이 꿈을 꾸면서 창조를 했고, 바이암을 비롯한 창조신들이 어떠한 사건으로 인해 동물이나 바위 등으로 변해 있으며, 이들이 다시 돌아오는 때가 몽환시가 다시 시작되는 때라고 한다.

## 오스트레일리아 토착 문화에서 꿈의 개념

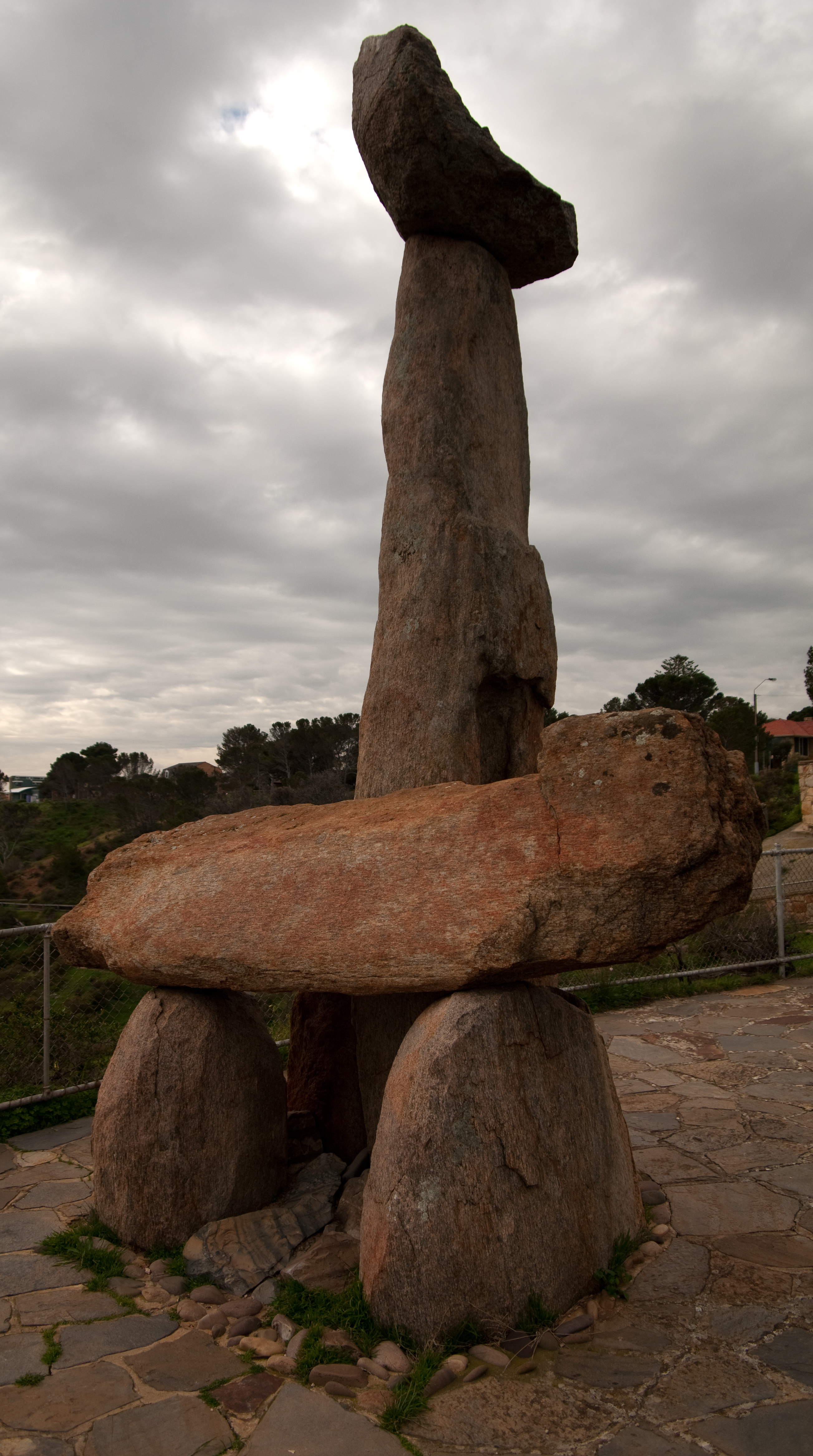
티질브루크(Tjilbruke)는 아델레이드 평원의 카우르나(Kaurna) 부족의 몽환시에 등장하는 중요한 존재다. 그 조카 쿨룰투위(Kulultuwi)가 죽자 티질브루크는 그 시체를 워리페링가에서 해안을 따라 남쪽의 래피드 만으로 옮겼다. 그가 눈물을 흘리기 위해 멈추었던 지점마다 그 눈물이 민물이 나오는 샘을 만들었다. 이 조각은 존 도위가 만든 것으로, 킹스턴 공원에 위치해 있다.

“꿈”은 개인이나 집단의 신앙이나 영성의 집합체를 가리킨다. 예를 들어, 오스트레일리아 원주민은 캥거루가 나오는 꿈, 또는 상어가 나오는 꿈, 또는 꿀개미가 나오는 꿈 등 자신의 ‘나라’와 관련이 있다고 생각되는 꿈의 조합을 꾸었다고 할 것이다. 많은 오스트레일리아 토착민들은 세상이 창조되었던 시절을 ‘꿈’이라고 말한다. 몽환시는 이 사람들의 삶의 방식을 규정하는 중요한 요소다.
꿈 이야기는 오스트레일리아 전역을 걸쳐 매우 다양하며, 같은 주제를 가지고도 여러 변형이 있다. 예컨대 새들이 색깔을 가지게 된 것에 대한 이야기는 뉴사우스웨일스주에서와 웨스턴오스트레일리아주에서 서로 다르다. 꿈 이야기는 여러 가지 주제와 소재를 다루고 있으며, 그 중에는 성스러운 장소, 땅, 인간, 동식물, 법과 관습이 만들어진 유래를 이야기하는 것도 있다. 꿈 이야기는 오스트레일리아 토착민들의 정신적·물리적인 삶 구석구석에 배여 있다.
토착민들은 모든 사람들이 꿈 속에서는 본질적으로 불사의 존재라고 믿는다. 이 불사성은 개개인의 생명이 있기 전에 있었던 것으로, 개인으로서의 존재가 끝날 때 다시 시작된다고 한다. 태어나기 이전이나 죽은 이후에는 꿈 속의 ‘영혼 아이’(spirit child)로서 존재하고, 이 아이는 어머니의 태를 통해 태어남으로써 생명을 다시 접하게 된다는 것이다. 이 영혼은 임신 5개월때쯤 발달하고 있는 태아 속으로 들어간다고 믿어진다. 어머니가 자궁 속 태아의 태동을 처음 느끼면, 어머니가 서 있는 땅의 정령이 한 것으로 받아들여졌다. 아이가 태어나면 아이에게 그 고장의 꿈 이야기와 ‘노래길’(songline)을 가르친다. 울똥프의 말(1994: p. 14)을 인용하자면 다음과 같다. “‘그’는 그의 영혼이 온 장소나 자신의 토템을 자신의 꿈처럼 생각한다. 또한 그는 부족의 법규 역시 자신의 꿈으로 생각한다.”
몽환시 신화에서는 모든 인간, 동식물이 생겨나기 전에 그 ‘정령’이 먼저 존재했다고 믿는다. 토착민들은 이 영혼들이 물질화되어 동식물과 인간이 생겼다고 하는데, 그게 언제인지는 모른다. 모든 정령들이 식물이나 동물이 되고, 마지막으로 남은 정령이 인간이 되어 그 주위 자연을 지키고 관리하게 되었다고 한다. 오스트레일리아 토착민들은 모든 현상과 생명을 몽환시의 토템적 정령 조상에게로 거슬러 올라가는 거대한 관계 속에 있는 것으로 보고 포용한다. 이 관계의 구조에는 식생활의 터부도 포함되어 있어 어느 특정한 한 종이 집중적으로 남획되는 것을 막았고, 덕분에 오스트레일리아의 자연환경의 생물 다양성이 지켜지게 되었다.

## 같이 보기
- 오스트레일리아 토착 신화
- 아페이론
- 무지개뱀